# Chaetopsina fulva
Chaetopsina fulva är en svampart som beskrevs av Rambelli 1956. Chaetopsina fulva ingår i släktet Chaetopsina och familjen Nectriaceae.   Inga underarter finns listade i Catalogue of Life.